# Horst Wolf (Judoka)
Horst Wolf (* 25. April 1917 in Freiberg; † 23. März 1988 in Leipzig) war ein deutscher Judoprofessor (Sensei), Judo-Trainer und Präsident des Deutschen Judo-Verbandes.

## Leben

### Schwieriger Anfang (1933–1948)
Horst Wolf interessierte sich als Jugendlicher für das von Erich Rahn entwickelte und in Deutschland propagierte Jiu Jitsu und begann 1934 diese Kampfsportart im Postsportverein Leipzig zu trainieren. Dabei lernte er auch Kampftechniken des aus Jiu-Jitsu abgeleiteten Judo kennen. Sein ambitioniertes Training ermöglichte ihm 1935 die Teilnahme an den Gau-Meisterschaften, wobei er Meistertitel in den NSRL-Sportbereichen Mitte und Sachsen errang. Zum 1. November 1938 trat er der NSDAP bei. 1939 besuchte er die von Alfred Rhode gegründete Internationale Judo-Sommerschule des 1. DJC in Frankfurt am Main, was sein späteres Engagement für den Judosport nachhaltig beeinflusste. Bevor er sich für eine der beiden verwandten, aber konkurrierenden fernöstlichen Kampfsportarten entscheiden konnte, wurde er durch den Militärdienst und den Zweiten Weltkrieg an deren sportlicher Ausübung gehindert. Nach dem Zweiten Weltkrieg verboten die Besatzungsmächte per Kontrollrats-Direktive jegliche Ausübung dieser Kampfsportarten in Deutschland. Während des Verbotes verfolgte Horst Wolf die internationale Entwicklung des für den Wettkampfsport besser geeigneten Judo. Zunächst trainierte er in sogenannten Gymnastikgruppen und setzte sich als aktiver Sportler in Sachsen dafür ein, dass Judo – „der sanfte Weg“ – wieder als Sportart erlaubt wurde.

### Deutscher Sportausschuss, Sektion Judo (1948–1958)
In der Sowjetischen Besatzungszone (SBZ) wurde am 1. Oktober 1948 der „Deutsche Sportausschuß“ (DS) gegründet, der 1949 die Sportart Judo in seine Abteilung „Schwerathletik“ aufnahm. In den Ländern der SBZ/DDR wurden ab Ende 1948 Judoturniere ausgetragen, an denen Horst Wolf als Judo-Trainer und -Wettkämpfer der BSG Motor Südost Leipzig teilnahm. Sein Potential als aktiver Judoka, das er wegen der Kriegs- und Verbotsjahre nicht hatte ausschöpfen können, bewies er 1951, als er im Alter von 35 Jahren für die BSG Motor Südost Leipzig startend die Landesmeisterschaft im Weltergewicht gewann. Mit der Judo-Mannschaft der BSG Motor Südost Leipzig wurde er 1951 auch DDR-Vizemeister.
Bei der Gründung der „Sektion Judo“ im DS im September 1952 übernahm Horst Wolf im Vorstand den Vorsitz der Jugend- und Frauenkommission. Der in Leipzig tätige Präsident Lothar Skorning und der Vorsitzende der Trainerkommission Hans Becker in Ost-Berlin eröffneten ihm später die Perspektive als Judolehrer und -trainer der „Sektion Judo“ die Entwicklung des Judo in der DDR in Verbindung mit der Deutschen Hochschule für Körperkultur (DHfK) voranzutreiben. Im Februar 1953 nahm Horst Wolf in Leipzig die Tätigkeit im Judo-Trainerrat des DS auf. Unter der Leitung von Lothar Skorning wurde im September 1953 die Fachrichtung Judo an der DHfK gegründet und Horst Wolf als Lehrbeauftragter an die Hochschule berufen. Bei der 1. Plenartagung der „Sektion Judo“ im Oktober 1953 in Leipzig wurde Horst Wolf zum Vizepräsidenten gewählt. Neben der Tätigkeit im Präsidium der „Sektion Judo“ und als Dozent und Leiter des Instituts für Kampfsport an der DHfK arbeitete er weiterhin im Judo-Trainerrat des DS. Der Trainerrat trat regelmäßig zu Lehrgängen in der Sporthochschule zusammen, um die Theorie und Methodik der Aus- und Weiterbildung der Judo-Trainer und -Übungsleiter und die inhaltliche Gestaltung der Trainingsarbeit zu verbessern und den internationalen Anforderungen anzupassen.
In Verbindung mit der Lehrtätigkeit an der Sporthochschule und im Trainerrat entwickelte Horst Wolf federführend die theoretischen und methodischen Grundlagen der Judo-Ausbildung für die „Sektion Judo“ im DS, die seit August 1952 Mitglied in der Europäischen Judo Union (EJU) war. Ausgehend vom japanischen Lehrsystem des traditionellen Gokyo aus dem Jahr 1920 und den von Mikinosuke Kawaishi und Moshé Feldenkrais in Frankreich entwickelten Methoden erstellte er Lehrmaterial, das bei der EJU und der Internationalen Judo-Föderation (IJF) Anerkennung fand.
Im Mai 1954 gründete sich das Deutsche Dan-Kollegium (DDK) in der DDR. Noch im gleichen Jahr führte das DDK eine Dan-Prüfung durch, bei der Horst Wolf den 1. Dan erreichte. Danach gehörte er zu den ersten 10 Dan-Trägern in der DDR. Zwischen 1955 und 1958 entstanden seine Judo-Lehrbücher. In erster Auflage erschienen im Sportverlag Berlin:
- 1955: Judo-Kampfsport. Die Technik und Methodik der Judo-Grundschule,
- 1957: Judo für Fortgeschrittene,
- 1958 Judo-Selbstverteidigung.
„Basierend auf dem Gokyo-No-Kaisetsu des Kodokan wurden diese Lehrbücher die Grundlage für das Graduierungssystem und die Ausbildungspläne im DDR-Judo. Sie sind mit über 20 Auflagen erschienen und haben auch heute noch ihren Wert für die Theorie und Praxis des Judotrainings“. Mit diesen Lehrbüchern, die in mehrere Fremdsprachen übersetzt wurden, begründete Horst Wolf seinen Ruf als „einer der bekanntesten Judosportler in Europa und in der Welt“. Die von ihm geleiteten Trainerlehrgänge an der DHfK in den Jahren 1955 bis 1957 waren grundlegend für die Heranbildung qualifizierter Judo-Trainer in der DDR. Außer seiner Tätigkeit als Hochschullehrer wirkte er auch als Judo-Trainer der HSG DHfK, wobei die von ihm betreuten Studenten und Sportler nationale und internationale Erfolge errangen. Im Auftrag des DDK übernahm er den Vorsitz bei Dan- und Kyu-Prüfungen an der DHfK. 1957 wurde Horst Wolf als Mitarbeiter in eine Kommission des Vorstandes der EJU berufen, die sich mit der technischen Entwicklung des Judo befasste.

### Deutscher Judo-Verband der DDR (1958–1988)
Nach der Auflösung des DS wurde die „Sektion Judo“ im April 1958 in den neu gegründeten Deutschen Judo-Verband (DJV) überführt. Der DJV trat als Sportverband dem Deutschen Turn- und Sportbund (DTSB) bei und wurde als Nachfolger der „Sektion Judo“ Mitglied der EJU. Horst Wolf wurde ins Präsidium des DJV gewählt und behielt das Amt des Vorsitzenden im Trainerrat auch im DSV. Er hatte zu dieser Zeit die Graduierung zum 3. Dan Judo erreicht, damals noch entsprechend den Prüfungsbedingungen des DDK. Als Vorsitzender des DJV-Trainerrates überzeugte er das Präsidium des DJV die Aufgaben des Dan-Kollegiums an eine Graduierungs- und Dan-Prüfungskommission im DJV zu übertragen, deren Leitung er 1958 übernahm. Im Mai 1959 wurde er als Stellvertretender Technischer Direktor in den Vorstand der EJU gewählt. In dieser Funktion, die er über 20 Jahre innehatte, trug er zur Entwicklung des europäischen Judosports und zur internationalen Anerkennung des DJV bei. Anlässlich seines 25-jährigen Judojubiläums verlieh ihm der DJV 1959 wegen seiner erfolgreichen Arbeit im Dienste des Judosports den 4. Dan. Im April 1961 fand der 2. Verbandstag des DJV statt, der Horst Wolf als Nachfolger von Lothar Skorning zum Präsidenten wählte. In dieser Funktion sorgte er mit dem Präsidium und den Kommissionen des DJV für die Entwicklung effizienter verbandsinterner Strukturen und übergab 1962 den Vorsitz im DJV-Trainerrat und damit die DJV-Cheftrainerfunktion an Henry Hempel. Ein besonderer Erfolg seiner Verbandsarbeit war die erstmalige Vergabe der Judo-Europameisterschaft durch die EJU an den DJV, die 1964 in Ost-Berlin stattfand. Als Vorsitzender der Dan-Prüfungskommission des DJV stellte er sicher, dass die Dan-Prüfungen in der DDR internationalen Maßstäben entsprachen. Beispielhaft sei hier die Zusammensetzung der Prüfungskommission für die Jahre 1966/1967 genannt, deren Mitglieder in der Mehrzahl ein Hochschulstudium als Diplom-Sportlehrer oder -Trainer abgeschlossen hatten :
– Vorsitzender: Horst Wolf (5. Dan/Dozent an der DHfK/Stellv. Technischer Direktor EJU);
– Stellv. Vorsitzender: Henry Hempel (4. Dan/DJV-Cheftrainer/DJV-Leistungskommission, Vorsitzender des Trainerrates)
weitere Mitglieder:
– Willi Lorbeer (4. Dan/ASK-Cheftrainer);
– Helmut Bark (3. Dan/DJV-Kampfrichter-Kommission/Trainer an der Humboldt-Universität);
– Kurt Jahn (3. Dan/EJU-Kampfrichter);
– Gert Schneider (3. Dan/Cheftrainer des SC Dynamo Hoppegarten);
– Hubert Sturm (3. Dan/ASK-Trainer/DJV-Nachwuchs-Kommission);
– Horst Marsel (3. Dan/DJV-Sport-Kommission);
– Manfred Michelmann (3. Dan/DHfK);
– Hans Müller-Deck (3. Dan/Trainer SC DHfK/DJV-Nachwuchstrainer);
– Helmut Hempel (3. Dan/Trainer SC Dynamo Hoppegarten);
– Siegmund Haunschild (3. Dan/Trainer SC/HSG DHfK).
Horst Wolf wurde 1969 als EJU-Vertreter in die Sportkommission der IJF berufen. Im DJV leitete er die Vorbereitung und Durchführung der Judo-Europameisterschaft 1970 in Ost-Berlin. 1972 wurde er Mitglied der IJF-Kampfrichterkommission, deren Arbeit er ab 1974 als Stellvertretender Vorsitzender leitete. 1973 gab er die Leitung des Instituts für Kampfsport an der DHfK auf. Bis dahin hatte er in seiner beruflichen Tätigkeit mehrere Generationen von Studenten und Judoka ausgebildet, die als Trainer, Sportwissenschaftler und Sportfunktionäre erfolgreich sein Lebenswerk weiterführten. Wegen der Arbeitsbelastung und zeitlichen Beanspruchung durch die Funktionen in der EJU und IJF gab Horst Wolf 1974 das Amt des DJV-Präsidenten an Gerhard Grafe ab. Aus gesundheitlichen Gründen musste Horst Wolf 1980 die Arbeit an der DHfK, im DJV und in den Gremien der EJU und IJF beenden. Auf Grund seiner Verdienste auf nationaler und internationaler Ebene wurde ihm 1981 der 8. Dan Judo verliehen. Als erster und bis zu seinem Tod einziger Träger des 8. Dan in der DDR stand er an der Spitze der vielen Dan-Träger des DJV.

## Ehrungen
Das Präsidium des DJV ernannte Horst Wolf bei der Verbandstagung 1984 zum Ehrenmitglied.
Nach seinem Tod stiftete der DJV in Zusammenarbeit mit der Nationalen Volksarmee (NVA) und der Sektion Judo des ASK Vorwärts Frankfurt das Horst-Wolf-Gedenkturnier. Das Gedenkturnier wurde vom DJV als jährliche Veranstaltung für Junioren der nationalen und internationalen Spitzenklasse ausgeschrieben. Weil die NVA mit dem Armee-Sportklub ab 1990 als Träger der Veranstaltung ausfiel, konnten unter Leitung der DJV-Nachwuchsabteilung und der ASK-Trainer Sturm und Niemann bis zur Wende in der DDR allerdings nur zwei dieser hochrangig besetzten Junioren-Turniere 1988 und 1989 in Frankfurt (Oder) stattfinden. Seit 1990 organisiert der JV Ippon Rodewisch, der aus der früheren Sektion Judo der TSG Rodewisch hervorgegangen ist, zu Ehren Horst Wolfs jährlich für Nachwuchs-Judoka ein internationales Judoturnier um den Horst-Wolf-Pokal.

## Ausgewählte Neuauflagen der Judo-Lehrbücher
- Judokampfsport: Technik und Methodik für Einsteiger. (Illustration: Otto Hartmann), Verlag Ullstein, Frankfurt am Main/Berlin (1994), ISBN 3-548-27616-4.
- Judo für Fortgeschrittene: Vom 4. zum 1. Kyu. (Illustration: Otto Hartmann), Verlag Ullstein, Frankfurt am Main/Berlin (1994), ISBN 3-548-27618-0.
- Judo-Selbstverteidigung (enthält einen Beitrag über den juristischen Status der Notwehr von Wilfried Friebel; Illustration: Otto Hartmann), Sportverlag Berlin (1986), ISBN 3-328-00141-7.